# 殺し屋 (小説)
『殺し屋』（ころしや、The Killers）とは、アーネスト・ヘミングウェイの短編小説で、1927年にスクリブナーズ・マガジンに掲載された。なお、邦題は高見浩訳や谷口陸男訳のものは『殺し屋』、沼澤洽治訳のものは『殺し屋達』となっている。

## 解説
この作品は他の短編と同様、1926年から27年の間に書かれたとされている。
後年パリ・レビュー主宰者であるジョージ・プリンプトンとのインタビューで、ヘミングウェイはこの小説を一晩で書き上げたことを語っている。
この小説の翻訳を手掛けた高見浩は、殺し屋に命を狙われているとわかりながらも、自宅のベットで横になっているオーリー・アンダースンの状況が、当時ハドリーとポーリーンの三角関係に苦しめられていたヘミングウェイの状況を連想させるとしている。
また、高見は徹底した外面描写を通じて登場人物の心理をにじませる手法がこの作品で完成したと評している。
なお、ボストンのジョン・F・ケネディ図書館に保管されている草稿を調べた調査チームは、この小説の初稿は殺し屋の退場で物語が終わっていることを明らかにした。

## あらすじ
ある日の夕方、「ヘンリーズ・ランチルーム」に二人組の男が来店する。
二人は「ヘンリーズ・ランチルーム」の主人ジョージやその場にいた少年ニック・アダムスらを冷やかしつつも、それぞれハムエッグサンドとベーコンエッグサンドを注文した。
二人は食べ終えた後、ニックと調理場にいたコックのサムを縛り上げ、6時に来るであろうボクサー、オーリー・アンダースンを待ち構えた。
ところが7時になってもアンダースンは現れず、殺し屋たちは引き上げていった。
二人が去った後、ジョージはニックにアンダースンへこのことを知らせるよう命じ、ニックは彼の住むミセス・ハーシュの下宿屋を訪れた。
アンダースンは自室から出ようともせず、ベッドの上で横になっていた。ニックの呼び掛けには応じたものの、逃げようとはしなかった。
戻ってきたニックはジョージに状況を話した。
ジョージはアンダースンが誰かを裏切ったからその報復に命を狙われたのではないかと話し、ニックはアンダーソンのような状況になりたくないからこの町を出ようかと答えた。

## 登場人物
ニック・アダムス
主人公。
ジョージ
食堂「ヘンリーズ・ランチルーム」の主人。
サム
黒人のコック。
アル
殺し屋コンビの一人。
マックス
殺し屋コンビの一人。
オーリー・アンダースン
スウェーデン出身のボクサー。ミセス・ハーシュの下宿屋に住んでいる。外見上のモデルは実在のボクサーであるアンドレ・アンダーソン。
ミセス・ベル
ミセス・ハーシュの経営する下宿屋の管理人。

## 映像化
1946年、『殺人者』というタイトルで、バート・ランカスター、エヴァ・ガードナー主演で映画化された。
また、1956年にはアンドレイ・タルコフスキーもこの小説を映画化している。
1964年、『殺人者たち』というタイトルで再映画化された。